# بيتر لو
بيتر لو (بالإنجليزية: Peter Law) هو سياسي بريطاني وبريطاني، ولد في 1 أبريل 1948 في المملكة المتحدة، وتوفي في 25 أبريل 2006 في نفس البلد. حزبياً، نشط في حزب العمال.

## مناصب
- انتخب عضو الجمعية الوطنية الويلزية الثانية ‏ عن دائرة Blaenau Gwent (Senedd constituency) [الإنجليزية]‏ وقد انضم خلال فترته النيابية  [لغات أخرى]‏ (18 أبريل 2005 – 25 أبريل 2006) للكتلة البرلمانية مستقل.
- في انتخابات الجمعية الوطنية الويلزية 2003 [الإنجليزية]‏، انتخب عضو الجمعية الوطنية الويلزية الثانية ‏ عن دائرة Blaenau Gwent (Senedd constituency) [الإنجليزية]‏ وقد انضم خلال فترته النيابية  [لغات أخرى]‏ (1 مايو 2003 – 18 أبريل 2005) للكتلة البرلمانية حزب العمال الويلزي [الإنجليزية]‏.
- في انتخابات الجمعية الوطنية الويلزية 1999 [الإنجليزية]‏، انتخب عضو الجمعية الوطنية الويلزية الأولى عن دائرة Blaenau Gwent (Senedd constituency) [الإنجليزية]‏ وقد انضم خلال فترته النيابية  [لغات أخرى]‏ (6 مايو 1999 – 2 أبريل 2003) للكتلة البرلمانية حزب العمال الويلزي [الإنجليزية]‏.
- في الانتخابات العامة في المملكة المتحدة 2005، انتخب عضو برلمان المملكة المتحدة الـ54 عن دائرة بلايناو غوينت وقد انضم خلال فترته النيابية ‏ (5 مايو 2005 – 25 أبريل 2006) للكتلة البرلمانية مستقل.
- انتخب Secretary for Local Government and Regeneration ‏ (12 مايو 1999 – ).
- انتخب Minister for Local Government and Regeneration ‏.